# Aldea Grapschental
Aldea Grapschental é uma junta de governo da Entre Ríos, na Argentina.